# Clarin (Misamis occidental)
Pour les articles homonymes, voir Clarin.
Clarin est une localité de la province du Misamis occidental, aux Philippines. En 2015, elle compte 37 548 habitants.